# NGC 6985
NGC 6985 ist eine Balken-Spiralgalaxie vom Hubble-Typ SBa im Sternbild Wassermann am Südsternhimmel. Sie ist schätzungsweise 266 Millionen Lichtjahre von der Milchstraße entfernt.
Das Objekt wurde am 11. Juni 1886 von dem Astronomen Francis Leavenworth mit einem 48-cm-Teleskop entdeckt.